# Tripodanthus flagellaris
Tripodanthus flagellaris är en tvåhjärtbladig växtart som först beskrevs av Cham. & Schltdl., och fick sitt nu gällande namn av Van Tiegh.. Tripodanthus flagellaris ingår i släktet Tripodanthus och familjen Loranthaceae. Inga underarter finns listade i Catalogue of Life.